# Татул (село)
Вижте пояснителната страница за други значения на Татул.
Татул е планинско село в Южна България, Родопите. То се намира в община Момчилград, област Кърджали.
На по-малко от километър от селото се намира скално светилище, съставено от различни изсичания. Скала – брекча във формата на пирамида съдържа два саркофага, жертвеници, улеи, ниши и стъпала. На върха ѝ се намира скална гробница с яйцевидна форма и квадратен отвор на покрива, замазана с водонепроницаем хоросан през римската епоха. Последните разкопки откриват под пирамидата постройка от дялани камъни, към която води парадно стълбище. Според археолога Николай Овчаров в светилището се намира храмът на митичния певец Орфей, но това е твърде спорна хипотеза. Разпространява се съобщението  Архив на оригинала от 2010-11-22 в Wayback Machine., че през 2004 г. там е открит един поникнал корен от лоза. Предполага се,че е на възраст около 3000 години (от времето на траките обитавали тези земи), който е оцелял и се размножава.

## Население
Численост и дял на етническите групи според преброяването на населението през 2011 г.:
|                     | Численост | Дял (в %) |
| Общо                | 97        | 100,00    |
| Българи             | 0         | 0,00      |
| Турци               | 95        | 97,93     |
| Цигани              | 0         | 0,00      |
| Други               | 0         | 0,00      |
| Не се самоопределят | 0         | 0,00      |
| Неотговорили        | 0         | 0,00      |

## Културни и природни забележителности
- Тракийско светилище край село Татул

## Галерия
- Къща и улица в село Татул
- Татул, Хълмът със светилището
- Гробницата при светилището
- Археологически разкопки и реставрации в Татул
- Татулските саркофази
- Скалата брекчия, в която е изсечено светилището
- Каменен саркофаг на тракийския светец Орфей край село Татул